# Center za dehumanizacijo
Center za dehumanizacijo (CZD) je slovenska punk rock skupina, je nastala leta 1984 v Mariboru. 

## Začetki
Začetki segajo v 70. leta 20. stoletja s skupino Paranoja, potem pa so se po nekaj letih na pobudo Dušana Hedla preimenovali v CZD, saj je bil mnenja, da "ob neštetih centrih, ki so nastajali znotraj ZSMS, bi morali imeti tudi Center za dehumanizacijo" (Muršič 1995, 149). Nikoli se niso ukvarjali samo z glasbo, ampak tudi z izdelovanjem plakatov, snemanjem in izdajanjem videov, fotografiranjem, didžejanjem in izdelovanjem priponk. Na njih so se pojavljali različni motivi, »/r/ecimo obraz brez ust in Beseda sodi zraven; Karl Marx in CZD, pa Vojaki so bratje... Na priponke so si zapisovali tudi naslove najbolj udarnih pesmi, ki so jih prepevali: V kali zatreti (varianta: V kali zatreti CZD), Bodočnost je v naših rokah!, Bodimo vsi borci!« (Muršić, 1995: 167).

## Nastopi in nagrade
Nastopali so predvsem na območju Maribora. Leta 1986 so nastopili na Novem rocku, kjer jih je občinstvo hladno sprejelo, zato so se kmalu za tem prebili na 2. mesto lestvice Nepopularnih 10 v Dnevniku. CZD so si s prejetjem nagrade Zlata ptica  (1987) prislužili koncert v Ljubljani ob 25. maju pred kakšnimi 7000 poslušalci, kar je bil eden največjih koncertov, na katerih so igrali. Na mladinskem festivalu v Murski Soboti so istega leta dvignili nekaj prahu med organizatorji, saj so med nastopom želeli uporabiti angažirane diapozitive, npr. prečrtani člen 133 in provokativne elemente z njihovih nastopov. 

## Založba
Leta 1989 so ustanovili svojo založbo Front rock, ki je v 90. letih postala vodilna slovenska neodvisna založba. Poleg svojih albumov so izdajali tudi albume Pridigarjem.

## Glasba

### Diskografija
- Ajajajajajajajaja (1995)
- Pokozlane trate (1995)
- Slepa vera (1997)
- Kupi gnoja (1999)
- Forma živa (2002)
- Maske (2002)
- Gverilci brez mej (2003)
- Prvi člen (2006)
- Karaoke (2007)
- Demonstracije '87 (2010)